# Jüdischer Friedhof (Müllheim im Markgräflerland)

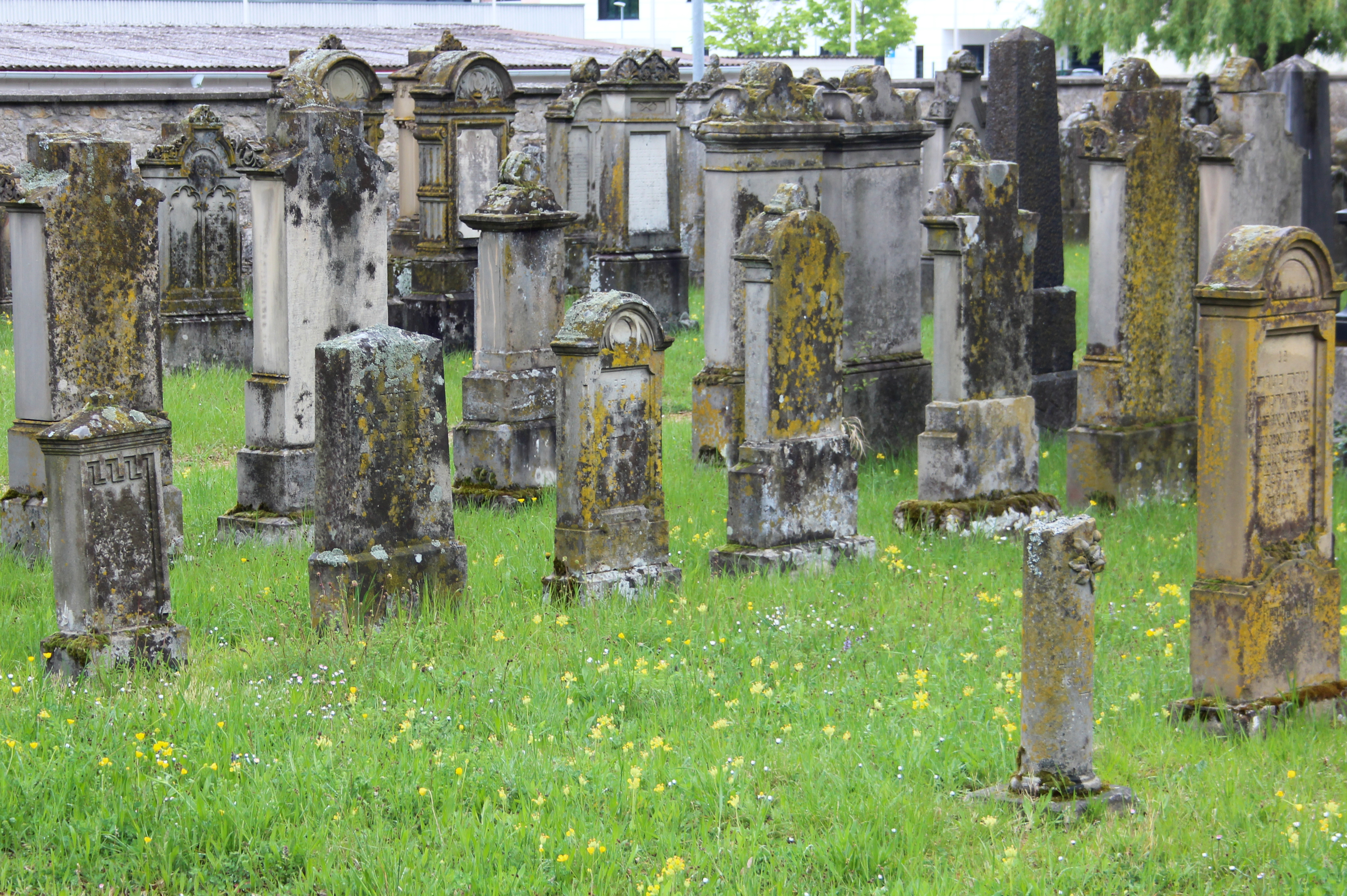
Die Gräber des jüdischen Friedhofs von Müllheim

Der Jüdische Friedhof Müllheim im Markgräflerland ist ein geschütztes Baudenkmal in Müllheim im Markgräflerland, einer Stadt im Landkreis Breisgau-Hochschwarzwald in Baden-Württemberg.

## Beschreibung
Auf dem 1994 m² großen Friedhof an der Schwarzwaldstraße/„Im Nußbaumboden“ sind 301 Grabsteine erhalten. Der älteste Grabstein datiert auf das Jahr 1852. Ein Gefallenendenkmal, das früher seinen Platz in der Synagoge hatte, erinnert an die sieben aus Müllheim im Ersten Weltkrieg gefallenen Gemeindeglieder. Eine Gedenkstätte mit Bronzetafeln und den Namen von 46 umgekommenen Juden aus Müllheim und Badenweiler erinnert seit 1987 an deren Schicksal. In dieses Denkmal wurde die Sandsteinkrone eines Seitentürmchens der Synagoge integriert. Die Säulen und der Schlussstein des Toraschreines der Synagoge sind nach ihrem Abbruch hier ebenfalls aufgestellt worden.

## Geschichte
Der Friedhof wurde 1850 angelegt und bis 1938 und danach noch von 1967 bis 1973 belegt. Bis 1850 wurden die verstorbenen Müllheimer Juden auf dem Friedhof in Sulzburg beigesetzt.